# Torup Sogn (Randers Kommune)
 For alternative betydninger, se Torup Sogn. (Se også artikler, som begynder med Torup Sogn)
Torup Sogn er et sogn i Randers Søndre Provsti (Århus Stift).
I 1800-tallet var Sønder Vinge Sogn anneks til Langå-Torup Sogn, der blev betragtet som ét fordi den gamle Torup Kirke var revet ned i 1773 og en ny først blev opført i 1904. Alle 3 sogne hørte til Middelsom Herred i Viborg Amt. Langå-Torup-Sønder Vinge sognekommune blev ved kommunalreformen i 1970 delt: Langå-Torup kom til Langå Kommune, som ved strukturreformen i 2007 blev delt, men disse 2 sogne blev indlemmet i Randers Kommune. Sønder Vinge kom til Hvorslev Kommune, som ved strukturreformen blev indlemmet i Favrskov Kommune.
I Torup Sogn findes Torup Kirke
I sognet findes følgende autoriserede stednavne:
- Lille Torup (bebyggelse)
- Rødhede (bebyggelse)
- Torup (bebyggelse, ejerlav)
- Torup Nedermark (bebyggelse)